# Спидвеј (Индијана)
Спидвеј (енгл. Speedway) град је у америчкој савезној држави Индијана.

## Демографија
По попису из 2010. године број становника је 11.812, што је 1.069 (-8,3%) становника мање него 2000. године.
| Група             | 2000.          | 2010.         |
| Белци             | 10.552 (81,9%) | 8.432 (71,4%) |
| Афроамериканци    | 1.531 (11,9%)  | 1.978 (16,7%) |
| Азијати           | 207 (1,6%)     | 242 (2,0%)    |
| Хиспаноамериканци | 339 (2,6%)     | 893 (7,6%)    |
| Укупно            | 12.881         | 11.812        |